# آواتار (فرنچایز)
آواتار جیمز کامرون (انگلیسی: James Cameron's Avatar) فرنچایزی از مجموعهٔ فیلم‌های علمی تخیلی است که توسط استودیوی لایتستورم اینترتینمنت کامرون ساخته شده و به‌وسیلهٔ استودیو قرن بیستم توزیع شده‌است. چندین بازی ویدئویی و تم پارک مرتبط با این فرنچایز نیز تولید شده‌است.
نخستین قسمت با عنوان آواتار در ۱۸ دسامبر ۲۰۰۹ منتشر شد و نامش تا ده سال در رتبهٔ نخست پرفروش‌ترین فیلم تاریخ قرار داشت. این مجموعه برنامه‌ریزی‌شده توسط فاکس قرن بیستم در ۱۱ دسامبر ۲۰۰۹، یک هفته پیش از اکران فیلم آواتار در سینماها اعلام شد. فاکس قرن بیستم در ۱۵ ژانویه ۲۰۱۰ گسترش این مجموعه را تأیید کرده‌است. قسمت بعدی، آواتار: راه آب، در دسامبر ۲۰۲۲ منتشر شد.
چهار دنباله برنامه‌ریزی‌شده مانند فیلم اصلی دارای طرح داستانی مستقل «کاملاً اختصاری» هستند که «به فرجام خودشان می‌رسند». هر چهار فیلم دارای فرا روایتی هستند که فیلم‌ها را به هم مرتبط می‌کند و داستان خانوادهٔ سولی در مرکز آن قرار دارد. جیمز کامرون دنباله‌ها را «گستره‌ای طبیعی از همه موضوعات و شخصیت‌ها، و جریان نهفتهٔ معنوی» از فیلم نخست توصیف کرده‌است.
فرنچایز آواتار یکی از باارزش‌ترین فرنچایزها و یکی از بزرگ‌ترین و بلند پروازانه‌ترین پروژه‌های سینمایی است که تاکنون پدید آمده‌است. مجموع بودجهٔ فیلم نخست و چهار دنبالهٔ آن بین ۱ تا ۲ میلیارد دلار برآورد شده‌است.

## فیلم
| فیلم           | تاریخ انتشار در ایالات متحده | کارگردان(ها) | فیلم‌نامه‌نویس(ها)                     | داستان از   | تهیه‌کننده(ها)           | وضعیت    |
| -------------- | ---------------------------- | ------------ | ------------------------------------ | ----------- | ----------------------- | -------- |
| آواتار         | ۱۸ دسامبر ۲۰۰۹               | جیمز کامرون  | جیمز کامرون                          | جیمز کامرون | جیمز کامرون و جان لاندو | منتشرشده |
| آواتار: راه آب | ۱۶ دسامبر ۲۰۲۲               | جیمز کامرون  | جیمز کامرون، ریک جافا و آماندا سیلور | جیمز کامرون | جیمز کامرون و جان لاندو | منتشرشده |
| آواتار ۳       | ۲۰ دسامبر ۲۰۲۴               | جیمز کامرون  | جیمز کامرون و جاش فریدمن             | جیمز کامرون | جیمز کامرون و جان لاندو | پس‌تولید  |
| آواتار ۴       | ۱۸ دسامبر ۲۰۲۶               | جیمز کامرون  | جیمز کامرون و شین سالرنو             | جیمز کامرون | جیمز کامرون و جان لاندو | پیش‌تولید |
| آواتار ۵       | ۲۲ دسامبر ۲۰۲۸               | جیمز کامرون  | جیمز کامرون                          | جیمز کامرون | جیمز کامرون و جان لاندو | پیش‌تولید |